# Damarchus cavernicola
Espèce
Synonymes
- Latouchia batuensis Roewer, 1962

Damarchus cavernicola est une espèce d'araignées mygalomorphes de la famille des Bemmeridae.

## Distribution
Cette espèce est endémique du Selangor en Malaisie,. Elle se rencontre dans les grottes de Batu.

## Description
Le mâle décrit par Zonstein et Marusik en 2014 mesure 15,20 mm et la femelle 13,2 mm.

## Systématique et taxinomie
Latouchia batuensis a été placée en synonymie par Zonstein et Marusik en 2014.

## Publication originale
- Abraham, 1924 : « Some mygalomorph spiders from the Malay Peninsula. » Proceedings of the Zoological Society of London, vol. 1924, p. 1091-1124.